# Acanthophis laevis
Acanthophis laevis là một loài rắn trong họ Rắn hổ. Loài này được Macleay mô tả khoa học đầu tiên năm 1878.
Đây là loài đặc hữu Đông Nam Á và châu Đại Dương.
A. laevis được tìm thấy ở Indonesia và Papua New Guinea.